# Кобцы
Кобцы (укр. Кобці) — село, входит в Васильковский район Киевской области Украины.
Население по переписи 2001 года составляло 102 человека. Почтовый индекс — 08606. Телефонный код — 4571. Занимает площадь 0,463 км². Код КОАТУУ — 3221487003.

## Местный совет
08625, Київська обл., Васильківський р-н, с.Путрівка, вул.Леніна,119